# Schwäbische Weinweichsel

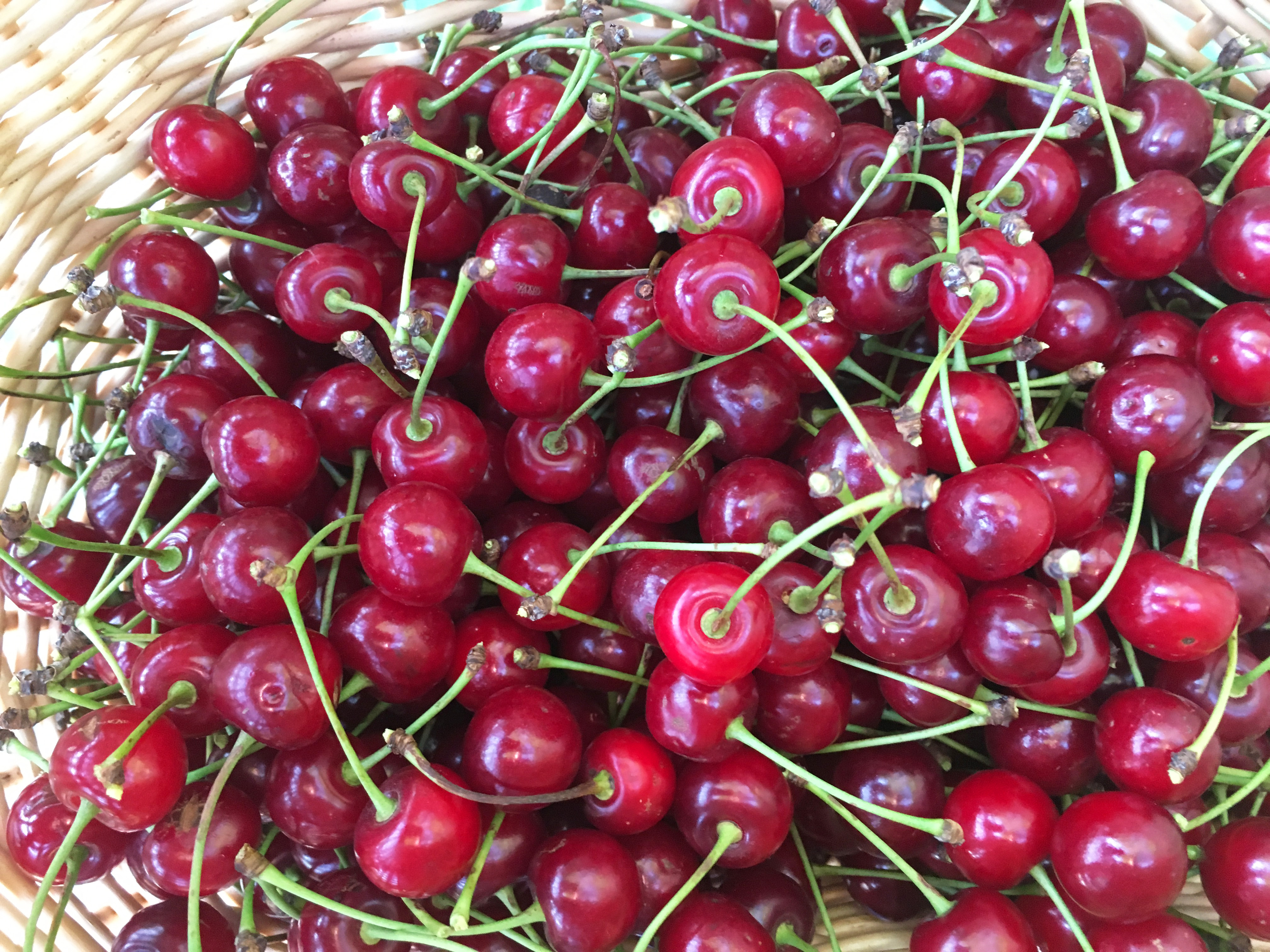
Früchte

Die Schwäbische Weinweichsel ist eine alte Lokalsorte der Sauerkirsche (Prunus cerasus). Bis heute ist sie trotz ihrer Anspruchslosigkeit und besonderen Geschmacks weitgehend unbekannt und wenig verbreitet. Es handelt sich um ein Gemisch vieler, heute nur noch teilweise vorhandener Typen bzw. Mutationen.

## Herkunft
Die Schwäbische Weinweichsel stammt aus dem Landkreis Dillingen an der Donau. Diese Weichselsorte entstand vermutlich aus Sämlingen örtlicher Wildvorkommen der Sauerkirsche. 1807 wurde diese Sorte in einer Statistik der Fugger das erste Mal namentlich erwähnt. Dort standen im Jahr 1967 in zwei geschlossenen Gebieten noch über 30.000 Bäume dieser Sorte, bis in den 1970er Jahren der überdurchschnittlich arbeitsintensive kommerzielle Anbau eingestellt wurde. Heute ist die Sorte nur noch vereinzelt zu finden.

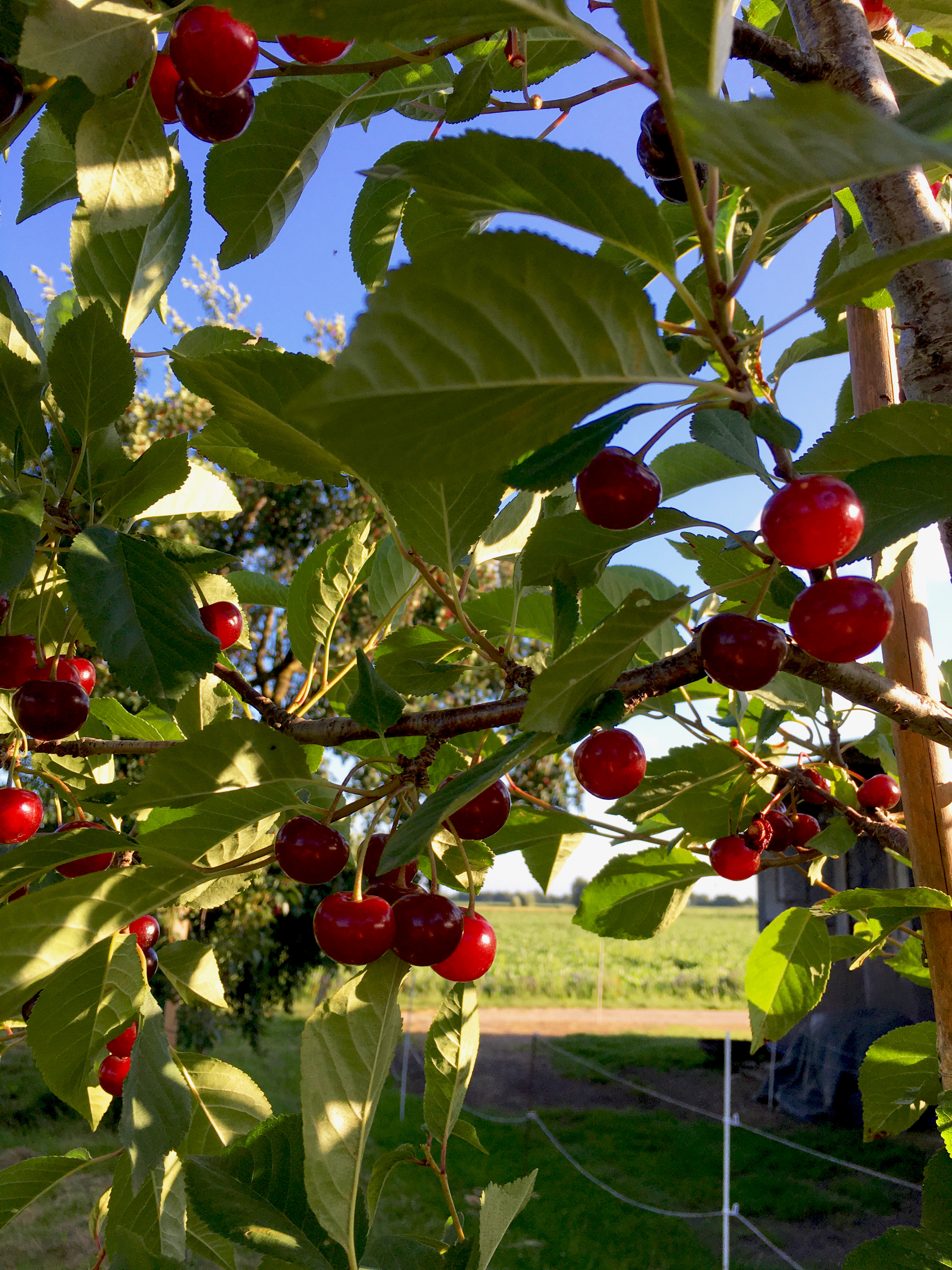
Jungbaum mit Weichseln

## Baum
Der relativ kleine, aber relativ starkwüchsige Baum bildet breite Kronen aus, die später überhängen. Er gedeiht auch in extrem rauen und höheren Lagen, auch auf armen sandige Böden und im Halbschatten. Die Schwäbische Weinweichsel ist widerstandsfähig gegen Zweigmonilia, Bakterienbrand, Schrotschuss sowie seltener Gloeosporium-Fruchtfäule. Sie ist zudem selbstfruchtbar.

## Frucht
Die Reife erfolgt meist in der 5. bis 6. (7.) Kirschwoche, im Landkreis Dillingen meist um den 10. bis 15. Juli. Die mittel bis kleinen (um 4 Gramm) Früchte sind gedrungen/flachrund geformt und lösen trocken vom Stein. Die Haut ist leicht glasig durchscheinend und bei der Reife dunkelrot. Die Steine lassen sich leicht vom Fruchtfleisch lösen.
Das weiche Fleisch ist sehr saftig und hat einen außergewöhnlichen, aromatischen Geschmack, der an fruchtige Marmelade, manchmal zudem leicht an Zimt erinnert. Frisch vom Baum und unbeschädigt wird dieses Aroma meist von intensiver Säure überdeckt. Wenn die Frucht leicht angedrückt wird, nimmt die Säure nach ein paar Minuten merklich ab und gibt das Aroma frei. Der Gehalt an Zucker und Anthocyanen (128 mg/100 g) ist hoch, die Trockenmasse beträgt 13 %. Wurzelechte Kultur ist günstig für die Fruchtqualität.

## Nutzung

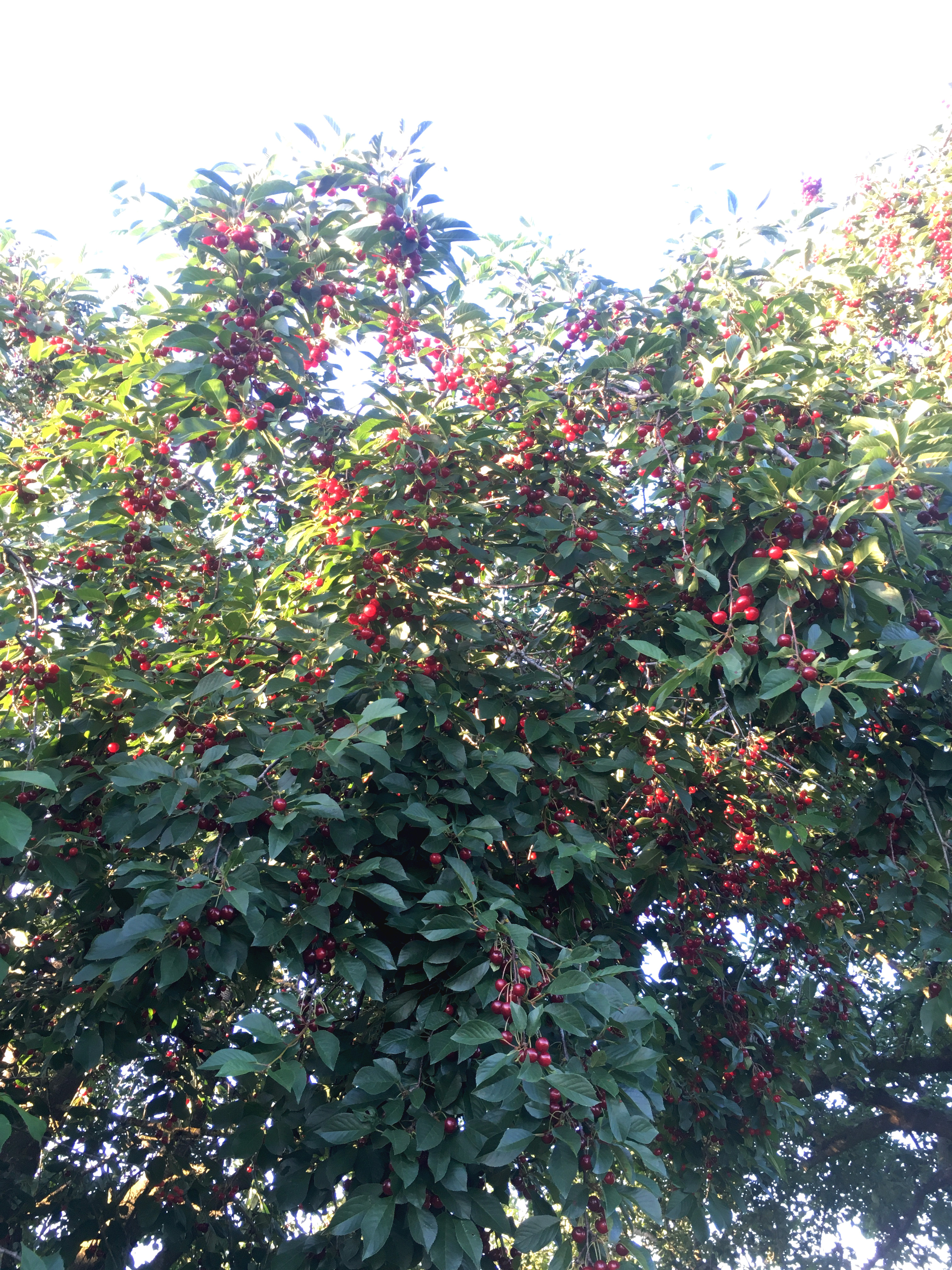
Alter Hochstamm in Bächingen

Die Weichseln eignen sich optimal zur Verarbeitung, werden aber auch frisch verzehrt. Sie können zu Kirschwein, Kirschschaumwein, Kirschwasser, Saft, Marmeladen oder Konserven verarbeitet werden.